# Araneus ginninderranus
Araneus ginninderranus är en spindelart som beskrevs av Charles Denton Dondale 1966. Araneus ginninderranus ingår i släktet Araneus och familjen hjulspindlar.
Artens utbredningsområde är Australian Capital Territory. Inga underarter finns listade i Catalogue of Life.